# Demién Antal
Szent-katolnai Demién Antal, névváltozatok: Demjén, Demien (Szentkatolna, 1744. június 22. – Pest, 1833. augusztus 26.) jogi doktor, királyi tanácsos, egyetemi tanár.

## Élete
A kézdiszéki Szentkatolnán született. A grammatikai osztályt Kantán, a humán tárgyakat Nagyváradon, bölcseletet Kolozsvárt, teológiát egy évig Kassán, végül a jogot a Nagyszombati Egyetemen végezte. Itt 1776-ban doktori oklevelet nyert, és az újonnan alakult jogi karnál az általános köz- és nemzetközi jog, a digesták és büntetőjog tanítását vette át.
Az egyetemnek 1777-ben Budára történt áthelyezésekor, mint a magyar jog tanára és a jogi kar seniora, a Nagyszombati Egyetemen maradt.
1782-ben a pesti egyetemre nevezték ki tanárnak; 1789-től a természetjogot tanította és dékán volt; az 1795–1796. évre rektornak választották, és amikor 1796. november 30-án lelépett, latin nyelvű beszédet mondott. 1804-5-ben szintén rektor volt, majd 1806-ban királyi tanácsos lett. 1819-ben a jogi kar elnökévé és igazgatójává nevezték ki. 1822-ben teljes fizetéssel nyugdíjazták.

## Munkái
Dissertatio inaug. ex jure hungarico de eo: An pater liberos suos per testamentum simpliciter excludere possit?… 1776. Tyrnaviae.